# 山田英二
山田 英二（やまだ えいじ、1962年4月25日 - ）は、日本のレーシングドライバー。奈良県吉野郡大淀町出身。血液型はB型。愛称はターザン山田もしくはラーマン山田。由来はOPTION雑誌の編集部員である斉藤美智子が山田がロン毛でボサボサな髪であり、奈良の田舎の方から出てきたことから「ターザンにしなよ」と勧めたことから名付けられた(本人の還暦配信で自ら発言)。主に雑誌企画等でのタイムアタックで名を知られており、様々な車種のチューニングカーを幅広く乗りこなす。

## 人物
中学1年の時、車好きの兄と『サーキットの狼』や鈴鹿サーキットでのF2で星野一義の走りに感動した事がレーシングドライバーになったきっかけである。中学2年時にはレーサーになると心に決めており、「高校に行ってもレースをするのに役立たない。3年無駄に過ごすならその間働いてレース資金を作ろう」と考え、家業の運送業を手伝い運転免許取得が可能となる18歳になるのを資金を貯めながら待った。免許を取れたらサーキットライセンスも取得してすぐにでもレースを始めたいと思っていたが、当時はレース界の情報が皆無であり「サーキットライセンスをどう取ればいいのかを知るのにも時間がかかった」のに加えて、「根本の問題としてどうすればレースに出場できるのか、マシンの手配はどうしたらいいのか」など、未知の世界のことを人の見よう見まねでひとつひとつ手配するのに時間は過ぎてしまい、レースデビューするまで1年かかってしまうという焦燥の時を過ごす。思案した結果、トラック運転手の仕事で貯めたすべての現金を持って鈴鹿サーキットへと行き、｢マシンを売ってください｣と頼んでみるという手段に出る。そこで鈴鹿周辺にいくつか存在するレーシングコンストラクターの存在を教えてもらい、入門カテゴリーであるFJ1600マシンを手に入れることに成功する。
1981年5月、鈴鹿シルバーカップFJ1600にてデビュー。FJ1600には翌年も参戦しテクニック的にFJのトップドライバー達と互角に戦えたため、1983年には参戦資金額がFJ1600とそれほど変わらなかったF3へのステップアップを目指し、ハヤシレーシングから320シャシーをレンタルし全日本F3選手権に参戦開始。スポット参戦であったがランキング6位を獲得する。
1984年のF3では開幕前に東名自動車のチーフメカからのアドバイスを受け、参戦資金のほとんどを注ぎ込んで中古のマーチ・793を購入し東名自動車でオーバーホールしての参戦となった。手持ちの資金で得られるベストの体制を作り、5年落ちのシャシーながら開幕戦でポールポジション、第3戦でポールtoフィニッシュで優勝など活躍。チーム・イクザワのテクニカル・アドバイザーだった宮坂宏がこの山田の走りに注目しアドバイスを送り、同チームのF2参戦ドライバーの候補になるなど注目され始める。この時期を山田は「僕のような新参者には経験不足を補う多くの先輩からのアドバイスが必要。ヘタはヘタなりにアドバイスに従って走ることが早く走るためのコツ」「練習に多くの時間が割けないので、僕にとっては実戦イコール練習です。甘いところだらけで未熟。でもレースだけを目標に全てを注ぎ込んで今やあとがない自分、負ける事が許されない状況が勝ちにつながっていると思います」とインタビューに答えている。
以後全日本ツーリングカー選手権等に参戦、1994年には日本のフォーミュラレース最高峰である全日本F3000選手権にも参戦した。近年ではスーパー耐久シリーズに参戦している。2011年には全日本プロドリフト選手権（D1グランプリ）の審査員に就任した。
以前V-OPT主催のレースで、チューニングショップのオーテックツカダ製作のR32GT-Rで他車を10秒近く差をつけ優勝したが、ファイナルラップでの蛇行運転により失格になった事がある。
愛車はトヨタ・プリウスとトヨタ・GR86。以前は日産・キューブやトヨタ・ヴィッツ、キャデラック・SRX、フォード・モンデオ（後述の人体実験企画でエアバッグテストに使われる）に乗っていた事がある。その理由について「GT-Rとかに乗ると煽られそうだから」と話している。また、同じ理由で洗車もしていないとのこと。

## Optionでの活躍
レース活動だけでなく、雑誌『OPTION』や『ビデオオプション』などのメディアでも盛んに活動しており、タイムアタック等で数多くのチューニングカーに乗っている。また、カメラの前においてはラーマン山田（場合によっては「すっとこどっこい」「噴飯者」「馬鹿者」とつく場合がある）を名乗り性悪なキャラクターを演じる一方、普段は大人しく土屋圭市や織戸学などにからかわれる一面もある。なお、取材カメラと間違えて、ファンのカメラにずっと喋りかけていたこともある。
『ビデオオプション』の企画「ラーマン山田の人体実験」は、それまでの企画で山田がスタッフにあまりに乱暴を働いてきたので、スタッフから逆襲を仕掛けるという設定で始められた。
なお危険が伴う企画にも率先して受け続ける姿勢には、土屋をはじめ、関係者から評価が高い。
0-1000ｍチューニングカーフル加速企画は、行う場所によってはブレーキングポイントが非常にシビア（遅れると壁に突っ込んでしまう）なため、ラーマンしかアクセルを踏み切れるドライバーが居ないという。ドラッグレース仕様のR35GT-Rで挑戦した際は、さすがに停まり切れないと判断して1000ｍ手前でアクセルを抜いてしまった事もある。
谷田部最高速テストにて、当初、オートサービスMORIのS14シルビアの担当ドライバーだった稲田大二郎が、寝坊で現場に遅れていたため、急遽ラーマンがドライバーとして走行する事になった。1回目のアタックで、MORI号は304.5km/hを記録。これに気を良くした森氏(オートサービスMORI代表)だったが、320km/hの記録を破るためにROMを再セッティングし再びアタックへ。途中まで快走するS14だったが、バンクを立ち上がった瞬間リアがブレイク。そのまま横転を繰り返しながらコース外へ飛び出し、マシンは原形を留めないほどに大破。ラーマンは筑波メディカルセンターに救急搬送された。
2025年4月30日配信のDRIFT STATION YouTubeライブ「走り屋回顧録第83回〜噴飯者の若手時代を振り返る」にて、当時の裏話をラーマン本人が語っている。ラーマンによれば、S14には元々リアウイングが装着されていたが、途中でリアウイングを撤去されてしまったという。その状態でバンクを300km/hオーバーで立ち上がったわけだから、ダウンフォースを失うのは当たり前。クラッシュは自分の操作ミスではないと語っている。
このS14にはロールバーが組み込まれておらず、ルーフが真っ平に潰れてしまったにも拘わらず生還できたのは、シートが純正だったお陰で、衝撃でリクライニングが倒れ、奇跡的に頭部を強打せずに済んだ。実はこの時、横転の衝撃でヘルメットが脱げてしまい、地面に転がっているヘルメットを見たスタッフ達に、首が取れたと勘違いされた。
救出されたラーマンは、救急車が到着するまでの間、痛みに悶えながら地面に横たわっていたが、季節的に寒かったため、スタッフはラーマンを気遣い防寒着を体の上に掛けてあげていた。しかし、その防寒着を奪い取った人物がおり、それが湾岸の千葉くん(元OPTION2編集部員のヒデサト) だったと、YouTubeライブでラーマンは語っている。
ラーマンは首や腕に怪我を負ったものの命に別状はなく、数日後には入院病棟にてカメラに向かって軽口を叩いていた。この経験が危険を伴う人体実験企画の説得力を上げているだけでなく、後に「車はパワーよりバランスが大事」という考えに目覚め、筑波サーキットでのスーパーラップ企画の実施に繋がった。
市販車ベースのチューニングカーに乗せたら「日本一速い男」とも言われており、快適仕様のマインズ製R34型スカイラインGT-Rに初めて試乗した際は、たった2周で筑波サーキットにて58秒98というタイムを出した。フジツボ主催の公道を封鎖して行われた峠全開走行では、1000馬力超の大暴れするR35GT-Rをテクニックで強引にねじ伏せ、飯田章が運転する800馬力超のR34型スカイラインGT-Rに5秒以上の大差をつけたこともある。画面越しに実況をしていた鈴木学も、ただひたすらに「速い」「怖い」を連呼していた。
本雑誌とのタイアップしたレースゲーム『Optionチューニングカーバトル』に、ターザン山田の名前で登場。伝説の走り屋「疾風」の影武者として主人公と対決する。なお、本当の「疾風」は当時Optionで活躍していた稲田大二郎（ゲームでは「Dai」）である。

## レース戦績
- 1981年 - 1982年 鈴鹿シルバーカップ FJ1600（計12戦、2PP, 1勝）
- 1983年 - 全日本F3選手権（ハヤシ320／トヨタ2T-G）（シリーズ6位）
- 1984年 - 全日本F3選手権（マーチ793／トヨタ2T-G）（シリーズ2位, 4 PP, 2勝）
- 1985年 - 全日本F3選手権（マーチ793／日産）
- 1988年
  - 日産ザウルスカップ（シリーズチャンピオン）
  - 全日本F3選手権（ラルトRT31／VW）
- 1989年
  - 日産ザウルスカップ（シリーズチャンピオン）
  - フォーミュラミラージュ
- 1991年
  - フォーミュラミラージュ （シリーズチャンピオン）
  - 全日本ツーリングカー選手権 ザウルスチャンプGT-Rニスモ
- 1992年
  - スーパーN1耐久
  - 全日本F3選手権（ラルトRT36／トヨタ3SG)
- 1993年 - スーパーN1耐久
- 1994年
  - 全日本GT選手権 GT1クラス ＜ラウンド1,2＞ ジョンソン・スカイライン（シリーズ18位）
  - 全日本F3000選手権（ローラT93／無限)
- 1995年 - 全日本GT選手権 GT11クラス ＜ラウンド4＞ TCRCコムテック ELF GT2
- 1996年
  - 全日本GT選手権 GT500クラス ＜ラウンド5＞ プローバ993GT-2 3.8
  - 十勝24時間レース
- 1997年
  - 十勝24時間レース
  - スーパーN1耐久
- 1998年〜1999年 - スーパー耐久
- 2000年
  - 全日本GT選手権 GT300クラス ＜ラウンド2,3＞ オートスタッフアドバンシルビア
  - 全日本GT選手権 GT500クラス ＜ラウンド4＞ イクリプスDUPLEXバイパー
  - 全日本GT選手権 GT300クラス ＜ラウンド6,7＞ DUPLEXタイサンADバイパー
  - スーパー耐久 クラス1 トトムフジツボGT-R Bドライバー（シリーズ3位）
- 2001年
  - 全日本GT選手権 GT300クラス イクリプス オメガ タイサン バイパー（シリーズ15位）
  - スーパー耐久 クラス1 トトムフジツボGT-R（シリーズ2位）
- 2002年
  - 全日本GT選手権 GT300クラス イクリプスタイサンADバイパー（シリーズ14位）
  - スーパー耐久 クラス3 C-WESTアドバンRX7 Cドライバー（シリーズチャンピオン）
- 2003年
  - 全日本GT選手権 GT300クラス ECLIPSE タイサン ADVAN バイパー（シリーズ12位, ラウンド4優勝)
  - スーパー耐久 クラス3 ORC アドバン RX-7 Bドライバー（シリーズ3位）
- 2004年
  - 全日本GT選手権 GT300クラス ＜オールスター戦＞ ECLIPSE タイサン ADVAN バイパー
  - スーパー耐久 クラス3 ORC アドバン RX-7 Bドライバー（シリーズ6位）
- 2005年
  - SUPER GT GT300クラス ＜ラウンド1～4,6,7＞ Gulf ADVAN FORTUNE MT
  - スーパー耐久 クラス3 C-WEST ORC アドバンZ Bドライバー（シリーズチャンピオン）
- 2006年 - スーパー耐久 クラス3 C-WEST ORC アドバンZ Aドライバー（シリーズ5位）
- 2007年 - スーパー耐久 クラス1 CAR-CHANNEL アドバンZ33 Cドライバー（シリーズ4位）
- 2008年
  - スーパー耐久 クラス1 ＜ラウンド4,5＞ ENDLESS ADVAN Z Cドライバー
  - スーパー耐久 クラス2 ＜ラウンド6,7＞ ENDLESS ADVAN CS-X Bドライバー
- 2009年 - スーパー耐久 クラス2 ENDLESS ADVAN CS・X Cドライバー
- 2021年 - サンダーヒル25時間レース スプーンスポーツ ホンダ シビックTYPE R（FK8型） 出走38台中総合10位／E0クラス優勝

### 全日本F3選手権
| 年     | チーム                | エンジン | 1       | 2      | 3      | 4     | 5      | 6       | 7       | 8     | 9       | 10  | 順位 | ポイント |
| ------ | --------------------- | -------- | ------- | ------ | ------ | ----- | ------ | ------- | ------- | ----- | ------- | --- | ---- | -------- |
| 1983年 |                       | トヨタ   | SUZ 4   | NIS    | SUG    | SUZ 5 | TSU    | SUZ 7   | SUZ     |       |         |     | 6位  | 18       |
| 1984年 | セトラブレーシング    | トヨタ   | SUZ 2   | NIS    | FSW 13 | SUZ 1 | TSU 8  | SUZ 1   | TSU 5   | SUZ 5 |         |     | 2位  | 74       |
| 1985年 | TOMEI                 | 日産     | SUZ     | FSW 8  | SUZ 10 | TSU 6 | NIS 11 | SUZ Ret | SUZ Ret |       |         |     | 13位 | 10       |
| 1988年 | HOT LAPS              | VW       | SUZ Ret | TSU 18 | FSW    | SUZ   | SUG    | TSU     | SEN     | SUZ   | NIS     | SUZ | NC   | 0        |
| 1992年 | WILL RACING Co., Ltd. | トヨタ   | SUZ     | TSU    | FSW    | SUZ   | SEN    | TAI     | MIN     | SUG   | SUZ DNQ |     | NC   | 0        |

### 全日本F3000選手権
| 年     | チーム               | 1   | 2   | 3   | 4   | 5   | 6   | 7   | 8   | 9      | 10  | 順位 | ポイント |
| ------ | -------------------- | --- | --- | --- | --- | --- | --- | --- | --- | ------ | --- | ---- | -------- |
| 1994年 | TEAM GLORY with NOVA | SUZ | FSW | MIN | SUZ | SUG | FSW | SUZ | FSW | FSW 17 | SUZ | NC   | 0        |

### 全日本GT選手権/SUPER GT
| 年     | チーム                             | 使用車両               | クラス | 1       | 2       | 3       | 4      | 5      | 6       | 7      | 8       | 9   | 順位 | ポイント |
| ------ | ---------------------------------- | ---------------------- | ------ | ------- | ------- | ------- | ------ | ------ | ------- | ------ | ------- | --- | ---- | -------- |
| 1994年 | Johnson NISMO                      | 日産・スカイラインGT-R | GT1    | FSW Ret | SEN 5   | FSW     | SUG    | MIN    |         |        |         |     | 18位 | 8        |
| 1995年 | チーム コムテック レーシングクラブ | ポルシェ・911 GT2      | GT1    | SUZ     | FSW     | SEN     | FSW 15 | SUG    | MIN     |        |         |     | NC   | 0        |
| 1996年 | プローバ モータースポーツ          | ポルシェ・911 GT2      | GT500  | SUZ     | FSW     | SEN     | FSW    | SUG 11 | MIN     |        |         |     | NC   | 0        |
| 2000年 | AUTO STAFF RACING                  | 日産・シルビア         | GT300  | TRM     | FSW Ret | SUG 8   |        |        |         |        |         |     | 26位 | 4        |
| 2000年 | TEAM TAISAN ADVAN                  | ダッジ・バイパー GTS-R | GT500  |         |         |         | FSW 18 | TAI    |         |        |         |     | NC   | 0        |
| 2000年 | TEAM TAISAN ADVAN                  | ダッジ・バイパー GTS-R | GT300  |         |         |         |        |        | MIN 10  | SUZ 15 |         |     | 26位 | 4        |
| 2001年 | TEAM TAISAN ADVAN Jr.              | ダッジ・バイパー GTS-R | GT300  | TAI 8   | FSW 9   | SUG     | FSW 9  | TRM 14 | SUZ     | MIN 3  |         |     | 15位 | 19       |
| 2002年 | TEAM TAISAN ADVAN Jr.              | ダッジ・バイパー GTS-R | GT300  | TAI 10  | FSW 16  | SUG 5   | SEP 9  | FSW 8  | TRM 9   | MIN 4  | SUZ 21  |     | 14位 | 26       |
| 2003年 | TEAM TAISAN ADVAN                  | ダッジ・バイパー GTS-R | GT300  | TAI 16  | FSW 16  | SUG Ret | FSW 1  | FSW 5  | TRM Ret | AUT 7  | SUZ Ret |     | 12位 | 34       |
| 2005年 | A&S RACING                         | モスラー・MT900R       | GT300  | OKA 16  | FSW 15  | SEP Ret | SUG 14 |        | FSW 11  | AUT 13 | SUZ     |     | NC   | 0        |
| 2005年 | A&S RACING                         | シボレー・コルベット   | GT300  |         |         |         |        | TRM 22 |         |        |         |     | NC   | 0        |
| 2006年 | JIM GAINER                         | フェラーリ・360モデナ  | GT300  | SUZ     | OKA     | FSW     | SEP    | SUG    | SUZ Ret | TRM    | AUT     | FSW | NC   | 0        |

### 全日本ツーリングカー選手権
| 年     | チーム | 使用車両               | クラス | 1   | 2   | 3     | 4     | 5   | 6   | 順位 | ポイント |
| ------ | ------ | ---------------------- | ------ | --- | --- | ----- | ----- | --- | --- | ---- | -------- |
| 1991年 | NISMO  | 日産・スカイラインGT‐R | JTC-1  | SUG | SUZ | TSU 6 | SEN 4 | AUT | FSW | 10位 | 26       |

### N1耐久レース／スーパー耐久
| 年     | チーム                 | クラス | コ・ドライバー                  | 車両                   | 1       | 2      | 3       | 4       | 5       | 6     | 7       | 8       | 順位 | ポイント |
| ------ | ---------------------- | ------ | ------------------------------- | ---------------------- | ------- | ------ | ------- | ------- | ------- | ----- | ------- | ------- | ---- | -------- |
| 1992年 | Team ZEXEL             | 1      | 木下隆之                        | 日産・スカイラインGT-R | SEN 4   | FSW 2  | TAI 4   | TSU 2   | MIN 2   | SUG 2 |         |         | 2位  | 30       |
| 1993年 | Team ZEXEL             | 1      | 木下隆之                        | 日産・スカイラインGT-R | TAI 2   | SEN 2  | SUZ 1   | FSW 7   | TOK 4   | TSU 2 | MIN 5   | SUG 7   |      |          |
| 1994年 | プリンス東京 FUJITSUBO | 1      | 木下隆之 砂子塾長               | 日産・スカイラインGT-R | MIN     | SUZ    | SEN     | FSW     | AID     | TOK 9 | TSU     | SUG     |      |          |
| 1998年 | まんぷく堂             | 1      | 木下隆之(Rd.2) 青木孝行(Rd.3,4) | 日産・スカイラインGT-R | MIN     | SUG NC | SUZ 4   | TAI Ret | TOK     | SEN   | TRM     | FSW     |      |          |
| 1999年 | プリンス東京 FUJITSUBO | 1      | 砂子塾長 桂伸一(Rd.5)           | 日産・スカイラインGT-R | MIN 1   | SEN 3  | SUZ Ret | TAI 1   | TOK Ret | TRM 4 | FSW 2   | SUG 1   | 2位  |          |
| 2000年 | トトムFUJITSUBO        | 1      | 砂子塾長 桂伸一(Rd.5)           | 日産・スカイラインGT-R | MIN 3   | SEN 3  | SUZ 3   | TAI 3   | TOK 3   | TRM 3 | FSW Ret | SUG 4   | 3位  |          |
| 2001年 | トトムFUJITSUBO        | 1      | 砂子塾長 和田久(Rd.5)           | 日産・スカイラインGT-R | MIN 1   | SEN 2  | SUZ 1   | TRM 2   | TOK 5   | TAI 2 | SUG 2   | FSW 1   | 2位  |          |
| 2002年 | C-WEST ADVAN           | 3      | 尾本直史 長島正明               | マツダ・RX-7           | MIN Ret | SEN 1  | SUZ 1   | TRM 3   | TOK 1   | TAI 3 | SUG     | FSW Ret | 1位  |          |

## エピソード
- 1984年の全日本F2選手権に参戦するTEAM IKUZAWA所属ドライバー、デイヴ・スコットの成績が良くなく、全日本F3で型落ちマシンながら大活躍していた山田に声が掛り、実際F2マシンのシート合わせまで行った。しかしエンジン供給するホンダの意向で新人の起用が認められず、ティフ・ニーデルに変わった。それから国内トップフォーミュラの実戦に出る機会は1994年の全日本F3000選手権まで待たなければならなかった。
- 谷田部テストコースにて、オートサービスMORIのS14シルビアで最高速トライの収録中、時速300km/hを超えるスピードでバンクを抜けた際、リアウイングレスによるダウンフォース不足で車体が浮き上がり、制御不能に陥ったS14は何回も横転しながらコース内側の林に突っ込み大破した。救急車で病院に搬送され入院するも、全身打撲と腕の骨折のみであった[6]。車載カメラの映像では、車体が空中に浮いて回転している所で映像が止まっているが、本人いわく、横転した衝撃でシートのリクライニングが倒れ、そのお陰で頭を強打せずに済んだと、2025年4月30日配信のDRIFT STATION YouTubeライブ「走り屋回顧録第83回〜噴飯者の若手時代を振り返る」で語っている。
- 「ターザン山田（真面目で優しい）」、V-OPTのカメラの前では「ラーマン山田（性悪な性格）」といった2つのキャラを持つが、V撮影前に「今日はどっちのモードがいいかな？」と聞き、使い分けているとのこと。
- その為、スーパーラップなどで背後のビデオカメラに気づいていない時に取材やチューニングショップ関係者と打ち合わせをしている時は丁寧で穏やかだが、カメラに気づくと途端に「撮ってんじゃねー!」と豹変するお約束場面が多々ある。
- 動物では顔がサルに似ていることからネタにすることがあるが、やはりサル似の野村謙に「サルサル言うんじゃない、このチンパン!」と反撃された。
- 小中学校の同級生に同じくレーシングドライバーとして活動していた西垣内正義がいる。しかし学生だった頃はお互い殆ど会話したことが無く、まともに話すようになったのはお互いレーシングドライバーになってからだったという。
- 過去、D1グランプリのアーウィンデール戦にて、初走行ながら初試乗のダッジバイパーでバンクドリを披露。D1オートポリスにてこの話題に触れた際、実況の鈴木学も「あれは凄かった」と語る
- PS2/PS3、Xbox 360専用ソフト「ドリフトナイツ Juiced2」のアーケードモードにて、ターザン山田としてこっそり出演している。カルソニック風のR32スカイラインに乗っており、ドリフトモードと周回レースモードで対戦可能。（このモードには実在のレーシングドライバーやドリフト選手が出演している。ちなみにナレーターとして鈴木学も出演している。）